# Mehetia
Mehetia is een vulkaaneiland met een relatief jonge stratovulkaan die nog steeds actief is. Het hoort bij de Bovenwindse Eilanden van Frans-Polynesië en ligt 110 km ten oosten van Tahiti
Het is een eiland van iets meer dan 2 vierkante kilometer. Het hoogste punt ligt op 435 meter.

## Geschiedenis

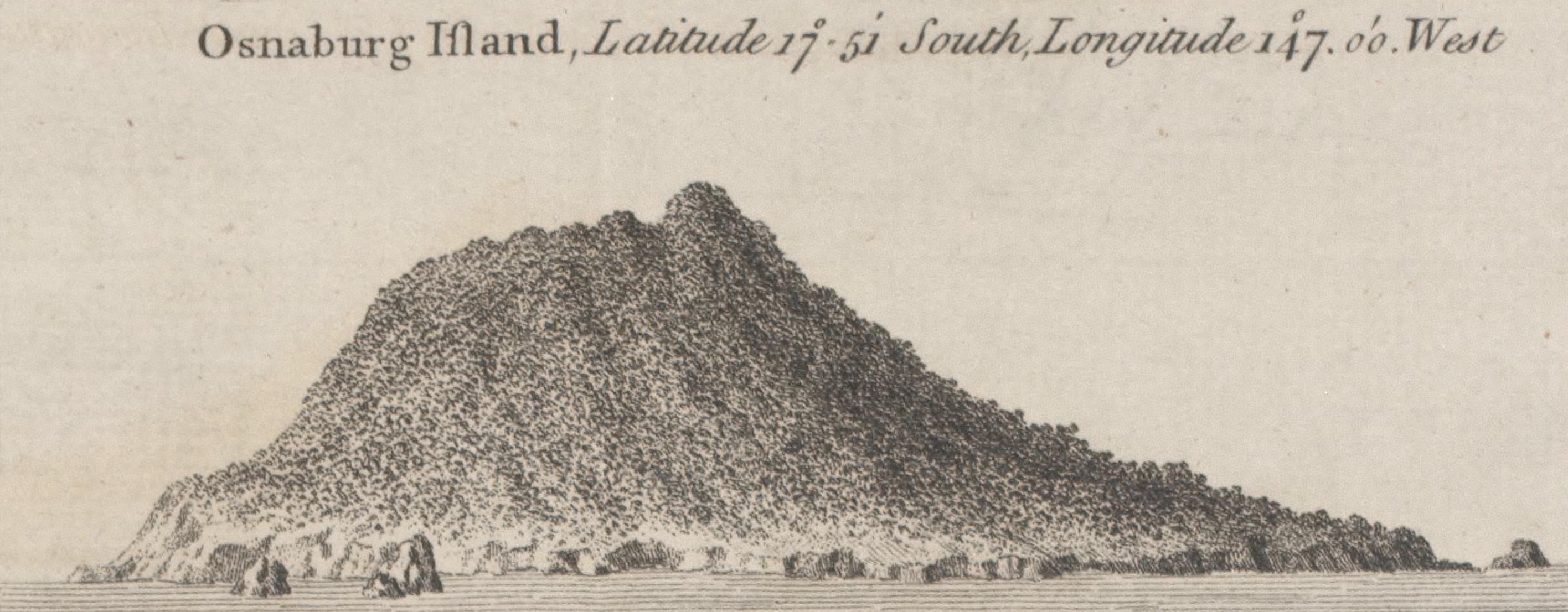
Afbeelding uit 1773 door James Cook.

Mehetia is ontstaan in de laatste miljoen jaar. Voordat de Europeanen het gebied koloniseerden, werd het eiland bewoond door de Polynesiërs en was het een handelspost tussen Tahiti en de Tuamotueilanden.
In 1776 bezocht Samuel Wallis het eiland. Hij was de eerste Europeaan die voet aan wal zette. Hetzelfde jaar werd Mehetia ook bezocht door Louis Antoine de Bougainville.
Tot 1806 was het eiland bewoond. In dat jaar werd het overvallen door soldaten, afkomstig van de Tuamotu-eilanden. De hele bevolking werd toen weggevoerd.
Later in de 19e eeuw werd het eiland een tijd gebruikt als strafkolonie. Hierna werd het definitief verlaten.
In 1982 barstte de vulkaan voor het laatst uit. In 1986 volgde nog een flinke aardbeving.